# マイッサーナ
マイッサーナ(イタリア語: Maissana)は、イタリア共和国リグーリア州ラ・スペツィア県にある、人口約600人の基礎自治体（コムーネ）。

## 地理

### 位置・広がり

#### 隣接コムーネ
隣接するコムーネは以下の通り。括弧内のGEはジェノヴァ県所属を示す。
- カッロ
- カザルツァ・リーグレ (GE)
- カスティリオーネ・キアヴァレーゼ (GE)
- ネー (GE)
- ヴァレーゼ・リーグレ

### 地震分類
イタリアの地震リスク階級 (it) では、3 に分類される
。

## 行政

### 分離集落
マイッサーナには、以下の分離集落（フラツィオーネ）がある。
- Campore, Cembrano, Chiama, Colli, Disconesi, Ossegna, Salterana, Santa Maria, Tavarone, Torza